# Ys IV: Mask of the Sun
Ys IV: Mask of the Sun (イースIV マスクオブザサン Īsu Fō?) es un videojuego de rol de acción desarrollado para la videoconsola Super Nintendo, y el cuarto videojuego de la serie Ys. La empresa dueña de la serie Ys, Nihon Falcom, licenció su desarrollo a Tonkin House.
Mask Of The Sun se publicó en 1993 y fue uno de los 3 juegos lanzados bajo el título de "Ys IV", el 2.º es de Hudson Soft (vendida a Konami), Ys IV: The Dawn of Ys, también en 1993, para PC Engine y el 3.º es Ys IV:Memories of Celceta en 2012 para PlayStation Vita. Los 3 juegos comparten la misma historia básica, pero se hicieron muchos cambios en el producido por Hudson, The Dawn of Ys y en el producido para Vita, Memories of Celceta. De los 3, Mask Of The Sun es la historia oficial de Ys IV antes del lanzamiento de Memories of Celceta. Esta versión de Tonkin House fue traducida por los mismos fanáticos.
Originalmente una versión de Mask of the Sun ya había sido previsto por Sega para Mega Drive y posteriormente para Sega Mega-CD en el marco del acuerdo de desarrollo entre Sega-Falcom, pero esta versión fue finalmente cancelada.
En 2005, Taito Corporation desarrolló una nueva versión de Mask of the Sun para PlayStation 2, titulada Ys IV: Mask of the Sun - A New Theory.

## Trama
Ys IV es secuela de Ys I y II, en donde Dark Fact intentaba obtener los 6 libros para conquistar el mundo y Dahm intenta eliminar a las personas en Ys usando los poderes de la perla negra. 700 años atrás, las diosas y los 6 sacerdotes en Ys Origin repelían a varios enemigos. Tras la muerte de los sacerdotes, Ys despegaba y la torre de Dahm se construyó al lado del sitio de aterrizaje. Solo las diosas Feena y Reah impedían la aparición de nuevos enemigos hasta el naufragio de Adol en Esteria. Ha pasado 2 años de aquel naufragio.
Después de regresar de Ys ya aterrizada a la ciudad de Minea, en esta versión de Ys IV, Adol se encuentra con un mensaje en una botella. El mensaje es de la tierra lejana de Celceta, pidiendo ayuda. Adol decide tomar la oferta y aborda un barco a la tierra de Celceta.

### Desarrollo del juego
Inicialmente, desembarca en Promarrock para contar todo lo sucedido en Ys I y II, después, empieza el camino hacia Casnan, empezando la tercera aventura. Lo que Adol no sabe es que Celceta es tomada por Romun (formalmente Romn).
Ya en Casnan, Adol es atrapado por 2 guardias, pero el rey lo libera. Después de las conversaciones, Adol acepta el desafío del rey, y parte al bosque de Celceta. Antes de entrar, se topa con un letrero que cuenta la historia de Celceta y posteriores presentaciones de Karna, la primera de los soldados de Celceta, y de nuevos personajes en Komodo, un pueblo dentro del bosque norte. Sorpresivamente, en el cráter, Adol tuvo que enfrentar a un minotauro, que en realidad era Lemnos convertido. En un pueblo cercano al bosque central, Adol encuentra a Leeza, la niña que envió la carta, y ella le cuenta sobre el caso.
A mitad de investigación del bosque central, Un rayo deja a Adol inconsciente y despierta en un castillo, pero sorpresivamente, es atacado por Eldeel, un ángel de alas negras que anteriormente eran blancas, y los 3 generales romunos, dos de ellos liderados por el general Gruda. Leeza rescató a Adol mientras que estaba herido. Tras la recuperación, Adol no debe entrar al castillo, siguiendo el camino al templo de la Tierra. Un anciano estaba investigando el templo, pero al percatarse de que su señora estaba enferma, se inicia la búsqueda de la medicina, cuyo vendedor se encuentra en Selrei. Después de la recuperación, Adol parte de nuevo a Selrei, pero a mitad de conversación, los piratas advierten que Esteria está siendo atacada de nuevo, lo que Adol abandona la investigación de Celceta y regresa por barco a Esteria para contraatacar.
Adol, no solo debe enfrentar a los enemigos en Celceta, como los que aparecieron en el bosque, el cráter o la montaña de hielo, sino también debe buscar a Lillia que fue secuestrada tras el contraataque, por lo cual, necesita del ala, que anteriormente fue guardada antes de entrar a la ya sellada torre de Dahm. Además de esa torre, ya no es posible visitar la iglesia de Ys, las minas ni el templo de Salmon. Un guardia vigila el templo de Ys por si algún demonio saliera de ella. 2 de los sacerdotes de Ys y Dogi también se unen a la exploración de Celceta. Además, por un malentendido, Leeza cae en un cuadrado amoroso, pensando que Adol estaba detrás de Lillia.
Tras toparse con Eldeel secuestrando a Lillia y posterior enfrentamiento contra los romunos en Komodo, los soldados de Celceta, incluyendo Adol, empieza a asediar el castillo, pero sin éxito, debido a que Lillia fue movida a otra parte. Tras contar lo ocurrido al sacerdote en un pueblo cercano al bosque central, Adol necesitará la ayuda de Lefance en Selrei, pero antes de entrar, necesita los objetos que se encuentran en la montaña de fuego y el templo de la luna. Después de regresar, Lefance aparece para ayudar a Adol y ya se prepara para romper el sello. Ese sello de Lefance, cuyo pedestal de oro está en Minea, Esteria, protegía los 4 templos, la ruta de bronce, la torre de Iris y la catedral plateada cubriéndolos con el bosque sur y las montañas.
Al colocar el pedestal al sello y su posterior rotura, es posible rescatar a Lillia, pero Adol es interrumpido por los generales en la ruta de bronce hacia la catedral. Además, como no pudo rescatarla en el lado izquierdo debido al sacrificio hecho por Eldeel, tendrá que revivirla en el santuario de resurrección en el lado derecho, pero al hacerlo, caen en el escape. Dogi rompe el muro en donde están Adol y Lillia, permitiendo el escape, pero Adol le promete a Dogi que Lillia no debe entrar al campo de batalla. Los soldados de Celceta no pudieron asediar la puerta al templo de oro, pero Adol tiene un plan: cruzar la catedral, templo del sol incluido, subir a la torre de Iris ubicado en el lado izquierdo, previa activación de los espejos mágicos y lanzarse desde arriba.
Gruda, interrumpiendo el paso a Adol y sin los 2 restantes generales, advierte que él mismo robó la perla negra mientras que Esteria estaba siendo atacada y lo utiliza con fines malignos. Su objetivo: controlar a Eldeel y usar el antiguo poder con esta perla para destruir Celceta y el mundo entero. Tras la conversación, empieza a atacar a Adol, y después invoca a un dragón, pero finalmente son eliminados.
Ahora, el objetivo de Adol es detener a Eldeel de usar este artefacto, lo que inicia una batalla final a muerte en el proceso. Eldeel, antes de morir, le perdona a Leeza por todo el daño que le hizo y expulsan a todos debido a la destrucción de los templos, la catedral y la ruta de bronce.
Ahora que Celceta vuelve a ser un bosque, Adol y los esterianos se despiden de Leeza y los soldados de Celceta y vuelven a sus ciudades de origen. Cuando Adol y los esterianos partieron por barco, Leeza recuerda los momentos en que Eldeel tenía las alas blancas.
Antes de terminar el juego, Adol otra vez empieza a salir de Esteria. Dogi empieza a subir al barco antes de que zarpe, desconociendo su paradero. La cuarta aventura de Adol recién empieza...

## Jugabilidad
Ys IV vuelve al estilo de juego utilizado en Ys I y II (incluyendo la recarga automática de HP). Adol se ve desde una vista aérea, y él ataca a los enemigos ejecutándolos sobre ellos para causar un daño. Adol gana experiencia al derrotar enemigos y ésta sirve para aumentar su fuerza, como en los juegos anteriores. Además se introduce un nuevo sistema de magia, en el que Adol puede equipar espadas elementales para emitir varios tipos de hechizos de ataque.
La segunda visita a Esteria ahora tiene limitaciones:
- Las minas y la torre de Dahm están selladas.
- En Ys, solo es posible visitar a Lance.
- La iglesia de Ys se encuentra cerrada, por lo que un guardia vigila la puerta.

Además, el ala guardado en la casa de los ladrones ahora es ilimitado, lo que permite volar a varias zonas de Esteria o de Celceta.
Esta entrega sería la última de Super NES en tener HP MAX de 20 a 255.

## Música
La música original de Ys IV fue compuesta por el equipo de sonido JDK de Falcom, y se dispuso para Super Nintendo por el equipo de sonido Cube Corporation. Mask of the Sun en general, se inspiran en la misma música como Ys IV: The Dawn of Ys, aunque gran parte se utiliza de manera diferente entre los dos partidos. Además, hay una serie de nuevas composiciones que se utilizan exclusivamente en la Mask of the Sun.
En la nueva versión para PlayStation 2 Mask of the Sun, solo utiliza la música original de Ys IV, con ninguno de los temas compuestos para la versión de Super Famicom que está presente. El uso de esta versión de la música también se diferencia de la versión original del juego, The Dawn of Ys y Memories of Celceta en muchos lugares.
No existen álbumes para Mask of the Sun, ya que todas las versiones de música de Ys IV se publicaron bajo el título The Dawn of Ys.

## Manga
Una novela de precuela fue escrita por Waku Ōba y dos versiones diferentes del manga fueron realizados por Hitoshi Okuda y Tamaki Nozomu.